# 麥克萊恩縣 (肯塔基州)
麥克萊恩縣（英語：McLean County）是美國肯塔基州西部的一個縣。面積663平方公里。根据美國2000年人口普查，共有人口9,938人。縣治卡爾霍恩（Calhoun）。
成立於1854年2月6日。縣名紀念聯邦眾議員、州十四區法院法官阿爾尼·麥克萊恩 （Alney McLean）。本縣為一禁酒的縣。